# Laure Koster
Laure „Laury” Koster (ur. 23 kwietnia 1902 w Luksemburgu, zm. 22 października 1999 tamże) – luksemburska pływaczka, pierwsza reprezentantka Luksemburga w pływaniu na igrzyskach olimpijskich.
Koster reprezentowała Wielkie Księstwo Luksemburga podczas VIII Letnich Igrzyskach Olimpijskich w 1924 roku w Paryżu, gdzie wystartowała w jednej konkurencji pływackiej. Na dystansie 200 metrów stylem klasycznym wystartowała w drugim wyścigu eliminacyjnym. Zajęła w nim, z czasem 3:35,0, drugie miejsce, co zapewniło jej awans do finału. W finale z czasem 3:39,2 zajęła szóste miejsce.